# Khassan Baiev
Khassan Baiev, nato Chasan Žunidovič Baiev (in russo Хаса́н Жуни́дович Баи́ев?; Alchan-Kala, 4 aprile 1963), è un medico russo naturalizzato statunitense.

## Biografia
Come medico, è noto per l'impegno umanitario durante la seconda guerra cecena, esperienza dalla quale ha tratto due libri:
- The Oath: A Surgeon Under Fire, Walker & Company, New York 2004;
- Grief of My Heart: Memoirs of a Chechen Surgeon, Walker & Company, New York, 2005.